# Molly Ivins
Mary Tyler "Molly" Ivins, née le 30 août 1944 à Monterey (Californie) décédée le 31 janvier 2007 à Austin (Texas),  était une éditorialiste, satiriste américaine, et écrivain à succès.

## Biographie
Mary Tyler Ivins est issue d'une famille aisée, son père James Ivins était un avocat d'affaires puis président de la Tenneco Corporation. Molly a grandi dans la banlieue résidentielle de Houston, après ses études secondaires à Houston, elle s'inscrit au Smith College de Northampton, dans le Massachusetts, après son Bachelor of Arts, elle part en France pour entrer à l'Institut des Sciences Politiques de Paris, elle parfait sa formation universitaire par l'obtention d'un Master of Arts à la  Columbia University Graduate School of Journalism.
Etudiante elle fait des piges pour le Houston Chronicle, mais c'est après ses études qu'elle commence véritablement sa carrière de journaliste. elle commence comme échotière au Minneapolis Tribune, où elle tient, comme elle dit, la rubrique des chiens écrasés (the sewer beat), mais très rapidement elle va devenir la première femme correspondante de la police et à tenir la rubrique des affaires judiciaires. 
En 1970, elle retourne au Texas pour devenir éditorialiste au magazine le Texas Observer, un media libéral (gauche américaine), son directeur Ronnie Dugger l'embauche comme co-rédactrice en chef. Elle se fait remarquer par son style direct, incisif, son humour acide ce qui lui permet d'entrer au  New York Times qui voit en elle un renouveau, une voix représentant les femmes et la jeunesse. Cela dit elle ne s'est jamais faite à la pesante hiérarchie du journal incompatible avec sa liberté tant de paroles que de comportement, 
En 1982, elle entre au  Dallas Times-Herald, là aussi son franc parler la met en difficulté, en 1993, elle entre au Fort Worth Star-Telegram, là ses critiques envers George Bush père la font connaître dans tous les Etats-Unis. Avec l'arrivée au pouvoir de George W.Bush junior, elle co-écrit deux essais avec Lou Dubose sur ce président qu'elle a connu au Lycée.  
En 2001, elle devient une journaliste indépendante, ses éditoriaux sont diffusés auprès de 400 journaux par le Creators Syndicate.
Atteinte d'un cancer du sein en 1999, elle continuera jusqu'au bout son activité d'éditorialiste, même sur son lit de mort à l'hopital. 
Parallèlement à son activité de journaliste, elle a été membre d'Amnesty International, du Reporters Committee for Freedom of the Press et l'American Civil Liberties Union.  
Politiquement elle est issue d'une famille de Républicains conservateurs, très vite elle a pris conscience du mensonge du racisme et comme elle le dit tout le reste est venu : " Once you figure out they are lying to you about race, you start to question everything," (Une fois  que tu as compris qu'ils t'ont menti au sujet du racisme, tu commences à te poser des questions sur tout..."), c'est ainsi qu'elle est devenue une libérale de gauche avec une pointe de joyeux anarchisme. 
De nombreux articles de Molly sont disponibles sur les sites d'Alter Net et du Texas Observer.
En 2008 ,  le MOLLY National Journalism Prize, est créé par le Texas Observer et la Texas Democracy Foundation.

## Œuvres  (sélection)
- Molly Ivins: Letters to The Nation, éd. The Nation, 2015,
- Bill of Wrongs: The Executive Branch's Assault on America's Fundamental Rights, coécrit avec Lou Dubose, éd. Random House, 2007,
- Who Let the Dogs In?: Incredible Political Animals I Have Known, éd. Random House Trade Paperbacks, 2004,
- Bushwhacked: Life in George W. Bush's America, coécrit avec Lou Dubose, éd. Vintage, 2003,
- Shrub: The Short but Happy Political Life of George W. Bush, coécrit avec Lou Dubose, éd. Vintage, 2000,
- You Got to Dance with Them What Brung You, éd. Vintage, 1998,
- Nothin' But Good Times Ahead, éd. Vintage, 1993,
- Women on the Verge!: Susan Faludi and Molly Ivins in Conversation, éd. Sounds True, 1992,
- Molly Ivins Can't Say That, Can She?, éd. Vintage, 1991.

## Prix et distinctions
- 2006 : lauréate du David Nyhan Prize délivré par le  Joan Shorenstein Center[14]
- 2003 : lauréate du Eugene V. Debs Award
- 2003 : lauréate du Pringle Prize for Washington Journalism de la Columbia University[15]
- 2003 : lauréate du Ivan Allen Jr. Prize for Progress and Service
- 2001 : lauréate du prix William Allen White de l'Université du Kansas[16]
- 2001 : récipiendaire de la Smith Medal du Smith College[17],
- 2001 : élue comme membre de l'American Academy of Arts and Sciences[18]